# Miskolci Állatkert és Kultúrpark
A Miskolci Állatkert Magyarország legrégebbi múltra visszatekintő állatkertje; elődjét, a királyi vadaskertet még Nagy Lajos alapította itt 1355-ben. A mai állatkertet Miskolc Városi Vadaspark néven 1983. augusztus 20-án nyitották meg. Miskolcon, a Csanyik-völgyben található, közvetlenül a Bükki Nemzeti Park szomszédságában.

## Története
A társadalmi munkában, alig több mint száz nap alatt épült parkban eredetileg csak a Bükk-vidék természetes állatvilágát mutatták be az erdőből elkerített nagyobb területeken, ahol a látogatók a kerítés mellett sétálva tekinthették meg a fák közül kilépő őzeket, szarvasokat, vaddisznókat.
1993-ban fejlesztések kezdődtek az állatkertben, amely mára jelentős átalakuláson ment át. A vadaspark már nemcsak a Bükki és a Zempléni hegység vadvilágát mutatja be 21,2 hektáros területén, hanem többségében egzotikus állatokat: kétpúpú teve, különféle madagaszkári félmajmok, emu, kulán, fehérfarkú sül, észak-amerikai kúszósül, gereza, örvös pekari, huszármajom, indiai antilop, arany aguti, nagy mara, guanakó, selyemmajom, nagy szőröstatu, trópusi ízeltlábúak, halak és hüllők, különböző papagájfajok, de számos ragadozó is él itt, például szurikáta, barna medve, szürke farkas, hiúz, bengáli tigris, oroszlán és leopárd. Ugyanakkor a vadaspark tanyaházában a tradicionális magyar háziállatokkal is meg lehet ismerkedni (magyar szürke szarvasmarha, magyar tarka szarvasmarha, mangalica, racka, házibivaly stb.). A vadasparkban 2019 elején mintegy hétszáz állat lakott, 120 fajból.
Az alapítási szándékának megfelelően ma is jelentős hangsúlyt kap a hazai fajok bemutatása. Az állatkert egyik legnépszerűbb lakói, a barna medvék. A ragadozó madarak röpdéiben egerészölyvek, pusztai sas és hóbaglyok élnek. A madártó lakóinak többsége szintén a hazai faunából kerül ki. A látogatók felől mindössze szárazárokkal határolt, tágas, természetszerű kifutókban a hazai nagyvadak mindegyike bemutatásra kerül: a gímszarvas, a dámszarvas, a vaddisznó és a muflon. Szomszédságukban a hazai nagyragadozók élnek: hiúzok, vadmacskák és farkasok.

## Története évszámokban
- 1983. augusztus 20. – megnyitja kapuit a Miskolci Városi Vadaspark.
- 1987-ben megérkezett a Vadaspark első barnamedvéje Gabi maci.
- 1988-ban készült el a ragadozó madarak röpdesora.
- 1993-ban 10 éves lett a vadaspark, ezzel együtt megérkeztek az első egzotikus lakók.
- 1994-ben megérkezett a látogatóink körében hatalmas népszerűségnek örvendő Zénó, a bengáli tigris.
- 1994-ben megérkeztek a Vadaspark első majmai. Elsőként két bundermajom került a parkba.
- 1994-ben megnyílt a majomház, ahol többek között gyűrűsfarkú makik és fehérhomlokú makik láthatók.
- 1994-ben megérkezett az első gereza, Flóri.
- 1996-ban a Budapestről megérkeztek a Vadaspark első huszármajmai.
- 1997-ben fehérfarkú sülök érkeztek a Kassai Állatkertből.
- 1998-ban megszületett az első miskolci huszármajom.
- 1998-ban elkészült a majomház melletti papagájröpde.
- 1998-ban elkészült az 1000 négyzetméteres tigris kifutó, ahová Zénó és a Pécsről érkezett Gina költözhetett be.
- 1998. október 4. – a világon először itt avattak szobrot Gerald Durrellnek, ezzel adták át a megépült természetvédelmi szoborparkot.
- 1998-ban megérkezett az első leopárd a vadasparkba.
- 1999-ben az eddig kéttagú tigriscsalád öttagúra bővült. A három kis tigris a Káma, Csibész és Pótyi nevet kapta.
- 2001-ben egy különleges állatfajjal gyarapodott a gyűjtemény. David-szarvasok, kínai nevükön miluk érkeztek.
- 2002-ben beköltözött első szurikáta a vadasparkba.
- 2003-ban átadásra került a leopárdok háza és kifutója.
- 2003 tavasza óta volt lakója az állatkertnek Kalifa, a kétpúpú teve csődör.
- 2006-ban vehették birtokba a lakóik az Afrika-házat.
- 2007-ben elkészült a hagyományos, ősi háziállatfajtákat bemutató Tanyaház.
- 2007-ben megújultak a háziállatokat bemutató kifutók.
- 2008-ban készültek el a jelenlegi Dél-Amerika-kifutók, ahol többek között a pekarik is élnek.
- 2009-ben az oktatóteremben kialakításra került a terráriumi bemutatóterem.
- 2010-ben egy igen különleges állattal, nagy szőröstatuval gyarapodott a vadaspark állatgyűjteménye.
- 2010-ben érkeztek meg az Ostravai Állatkertből az első Liszt-majmocskák.
- 2011. augusztus 20-án láthattak először a vadasparkba ellátogatók hóbaglyot.
- 2013-ban mutatkoztak be az észak-amerikai kúszósülök a Miskolci Állatkertben.
- 2013-ban érkeztek meg a lengyelországi Opole város állatkertjéből a fehérajkú tamarinok
- 2014-ben először született David-szarvas borjú a Miskolci Állatkertben.
- 2015-ben adták át az európai nagyragadozók bemutatását szolgáló épületet a hozzá kapcsolódó kifutókat.
- 2015-ben kárpáti hiúzokkal gyarapodott a Miskolci Állatkert állatgyűjteménye.
- 2016-ban európai bölényekkel és aranysakálokkal gyarapodott a Miskolci Állatkert állatgyűjteménye.
- 2016-ban Magyarországon először mutatkoztak be a közép-ázsiai gímszarvasok és kék juhok a Miskolci Állatkertben.
- 2017-ben először érkeztek szibériai tigrisek.
- 2017-ben született első alkalommal perzsa leopárd a Miskolci Állatkert történetében.
- 2018-ban született meg a Miskolci Állatkert első rénszarvas borja.
- 2021-ben eddigi történetének legnagyobb fejlesztését zárta le a Miskolci Állatkert. A létesítmény egy új fogadóközponttal és egy Száhel bemutatóházzal bővült. A vadonatúj, 200 négyzetmeteres komplexumba három oroszlán érkezett május elején, de láthatóak sivatagi hiúzok is. Érdekesség, hogy a megújult állatkert éppen május 1-jén nyitott újra, akkor, amikor a járványügyi helyzet enyhülése miatt félév után ismét kinyithattak a miskolcihoz hasonló turisztikai attrakciók.

## Természetvédelem

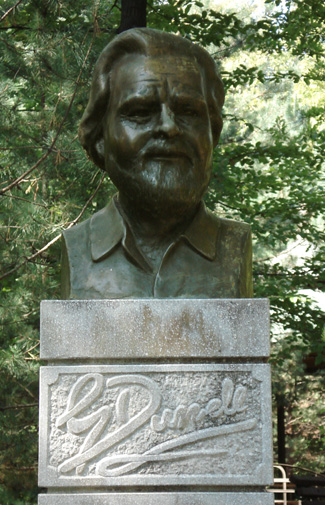
Gerald Durrell mellszobra a Miskolci Állatkertben

A Miskolci Állatkert részt vesz nemzetközi fajmegőrző programokban is, amelyek révén a természetes élőhelyükről kipusztult állatok az állatkertekben fennmaradhatnak. Magyarországon csak itt látható a David-szarvas, amely faj már csak az állatkerteknek köszönheti, hogy nem tűnt el örökre.
Érdekesség az Európában egyedülálló, 1998-ban indított természetvédelmi szoborpark, amelyben kipusztult állatok életnagyságú szobrai tekinthetőek meg. Célja, hogy felhívja a figyelmet arra, hogy a természetet óvni kell. A szoborparkban ezen kívül emléket állítanak világhírű természettudósoknak is. Itt áll például Gerald Durrell első, 1998. október 4-én átadott szobra.
Kiemelkedően fontos törekvés, hogy az állatkert minél aktívabban bekapcsolódjon a környezet-, természet- és állatvédelem népszerűsítésébe, minden korosztály – de különösen a felnövekvő ifjúság – természettudományos és környezettudatos nevelésének elősegítésébe. Ennek érdekében csoportok számára tematikus szakvezetéseket biztosítanak. Igény esetén külső helyszíneken, iskolákban, óvodákban is tartanak zoopedagógiai foglalkozásokat.
A Miskolci Állatkert erdei környezete önmagában is kiváló terep barátkozni a természettel, de állatbemutatóval és -simogatóval, látványetetésekkel is várják a látogatókat.
Az állatkert aktív természetvédelmi törekvéseinek része, hogy bekapcsolódott az európai bölények visszatelepítési programjába. 2020-ban a bolgár Rodope hegységbe, 2023-ban pedig a Fogarasi-havasokba telepítettek vissza egy-egy, a Miskolci Állatkertben nevelkedett bölényt.
Az állatkert célja, hogy minél több, az Európai Állatkertek és Akváriumok Szövetsége (EAZA) által koordinált tenyészprogramba (EEP) kapcsolódhassanak be. Ennek keretében tartják és tenyésztik már most is egyebek mellett a Liszt-majmocskákat, a perzsa leopárdokat, a kulánokat, a közép-ázsiai gímszarvasokat és az örvös mangábékat.

## Elérhetőségek
Miskolc, Csanyik-völgy
- Telefon: +36-46/332-121
- Web: www.miskolczoo.hu
- E-mail: infomiskolczoo.hu
- Levelezési cím: 3501 Miskolc, Pf. 57.

Megközelíthetőség:
- Városi buszjárattal: ZOO busz, előtte 55-ös busz
- Autóval, kirándulóbusszal: Diósgyőr és Lillafüred között.

## Az állatkert fontosabb bemutatói az ajánlott haladási irány szerinti sorrendben
1. Oktatóterem
2. Papagájok
3. Rhesusmajom
4. Szurikáta
5. Örvös mangábé
6. Huszármajom
7. Vízimadarak
8. Trópusi ház
9. Barnamedve
10. Guanakó, pekari
11. Ormányosmedve
12. Kenguru, emu
13. Kacagójancsi
14. Láma
15. Juhok
16. Tanyaház
17. Bivaly
18. Szürkemarha
19. Kék juh
20. Rénszarvas
21. Közép-ázsiai gímszarvas
22. Kulán
23. Kétpúpú teve
24. Európai bölény
25. Milu
26. Indiai antilop
27. Dámvad
28. Muflon
29. Vaddisznó
30. Farkas, hiúz
31. Vadmacska
32. Aranysakál
33. Fehérfarkú sül
34. Perzsa párduc
35. Mocsári macska
36. Vörös róka
37. Szibériai tigris
38. Fácán
39. Mosómedve
40. Bűzösborz
41. Kúszósül
42. Holló, borz
43. Ragadozó madarak
44. Afrika-ház